# Partit Popular Demòcrata Cristià
Partit Popular Demòcrata Cristià ¨(PPDC) fou un partit polític centrista d'orientació demòcrata cristiana, fundat el 1977 per Fernando Álvarez de Miranda, Iñigo Cavero i Oscar Alzaga. El 1977 se fusionà amb Unió Democràtica Espanyola per a formar el Partit Demòcrata Cristià, que el 1978 es va integrar en la Unió de Centre Democràtic.